# 591

## Родени
- хан Кубрат